# TS (장르)
TS는 이성으로의 성전환을 다루는 장르의 약자다. 영어에서는 transgender fiction(트랜스젠더 픽션) 또는 약칭 TG라는 용어가 별도로 있었지만, 일본에서는 transsexual fiction 또는 transsexual fantasy라고 불리며, 그 머리글자로서 TS 또는 TSF로 약칭되었다.
현실 세계에서의 성전환 수술에서 육체적으로도 실제 이성으로 바뀌는 '변신담'까지 작품에 따라 장르에 폭이 있다. 이성이 되는 것에 의한 복장(크로스드레싱), 말투, 심경의 변화를 통해 사회에 있어서의 성차를 부각시키는 효과를 주는 것으로서 사용되는 경우가 많다. 고대 로마의 《변신 이야기》에서 여성에서 남성으로 바뀐 이피스와 카이네우스의 전설, 남성 신 유피테르가 여신 디아나로 변신, 여성화해 님프 칼리스토와 동성애적으로 사이좋게 지내는 전설 등 그 역사는 오래되었다.
현대에도 소설, 만화, 영화, 게임 등에서 폭넓게 사용되는 모티브가 되고 있다. 특히, 성인계의 픽션(에로게, 성인향 만화·소설 등)에서 널리 보인다.

## 기법별 분류
픽션에서의 성전환에 사용되는 도구로서는, 이하와 같은 것이 있다. 아래로 갈수록 리얼계의 픽션이 된다.
- 변신
  - 약품, 식품

《오빠는 끝!》, 《세계의 끝에서 사랑을 나눠요》 등이 해당된다.
  - 마법, 저주

《란마 ½》, 《뇨타이캇》 등이 해당된다.
  - 현대과학을 넘은 기계·장치 등

《가챠 가챠》, 《저, 트윈 테일이 됩니다》 등이 해당된다.
- 교체
  - 남녀의 정신이 바뀐다.

《전학생》, 《너의 이름은.》 등이 해당된다.
- 빙의
  - 정신이 이성의 몸에 빙의한다.

《아카네 짱 OVER DRIVE》, 《철완 버디》 등이 해당된다.
- 환생
  - 이성의 몸으로 다시 태어난다.

《이세계 미소녀 수육 아저씨와》, 《전생했더니 내가 히로인이고 그 녀석이 용사였다》 등이 해당된다.
- 체질·유전
  - 유전과 같은 타고난 체질로 이성화

《후타바 군 체인지♡》, 《MAZE☆폭렬시공》 등이 해당된다.
- 병
  - 남성(여성)의 육체를 여성화(남성화)·여체화[MtF](남체화[FtM])하는 전염병, 및 그 효과를 가지는 바이러스, 세균.

《남자인 내가 여자로 되기까지》, 《그와 그녀의 선택》 등이 해당된다.
- 수술
  - 신체 개조 수술

《경계 없는 세계》, 《밸런스 폴리시》 등이 해당된다.
  - 뇌를 이성의 몸에 이식

《나의 첫 체험》, 《Mr.Clice》 등이 해당된다.
- 가성 반음양
  - 성기의 외모가 남성에 가까운 것이었기 때문에 남성으로서 키워졌지만, 2차 성징을 맞아 여성인 것이 판명되는 것. 또는 그 반대.

《혁명의 날》, 《문제 없어!? 히데유키 군》 등이 해당된다.

## TS와 비슷한 작품의 장르
다음과 같은 장르의 작품은 종종 TS와 혼동되거나 비슷한 기호의 방향성으로 파악될 수도 있지만, 다른 종류의 장르를 형성하고 있다. 예를 들어 TS와 후타나리를 모두 선호하는 팬도 존재할 수 있지만, 기본적으로는 팬층도 각각 다르다.
- 트랜스젠더, 성 정체성 장애
《보이즈 런 더 라이엇》, 《방랑 소년》, 《은빛 젠더스》 등이 해당된다.
- 중성, X 젠더
《IS ~남자도 여자도 아닌 성~》, 《방과후 보건실》, 《성별이, 없다!》 등이 해당한다.
- 남장·여장 (육체의 변화를 수반하지 않는 외관상만의 이성장)
여장과 오토코노코(男の娘)에는 TS와 일부 겹치는 부분은 있다. TS에서는, 육체가 실제로(특히 수술이나 약품에 의해) 바뀌어 버리는 전개에 저항감이나 혐오감을 가지는 사람도 많기 때문에 팬층이 한정되기 쉽지만, 남장·여장은 보다 넓은 범위의 독자에게 받아들여 되기 쉽다.
《자태 순정 BOY》, 《오야마! 키쿠노스케》, 《스톱!! 히바리군!》, 《Mr. 보이》 등이 해당된다. 유형으로서 《토리카에바야모노가타리》 등 비슷한 얼굴의 남녀가 바뀌어 생활하는 것이 있다.
- 부분 변신 및 부분 교환
몸의 일부만(예를 들어 손만 다리만) 변화하거나 바꾸거나 하는 것. 페티쉬 계에 가깝다.
《프리티 페이스》 등이 해당된다.
- 후타나리
1명의 인간에게 남성기와 여성기 양쪽 모두가 구비된다. 성기의 묘사가 필수가 되기 때문에, 18금계의 작품이 되기 쉽다. 변신계의 작품으로 불완전 변신으로서 후타나리 상태가 되기도 한다.
《엔토란스!》 등이 적용된다.
- 거세
이것은 일반적으로 SM계의 작품이 되기 쉽고, 종종 거세되는 과정이 자세하게 기술되어 있기도 한다.
- 가죽
가칭으로 사용되는 '가죽'이라는 호칭을 사용하지만, 탈인형처럼 인간이 '가죽'을 쓰고 다른 사람이나 이성(주로 여성)으로 변신하는 플롯이다. 현대의 기술이나 과학에서는, 착용한 것만으로 완벽하게 이성으로 위장할 수 있는 '가죽'이라고 말할 수 있는 것은 존재하지 않기 때문에(가까운 물건으로서는 피메르 마스크나 실리콘 슈트가 존재하지만, 어디까지나 여장이며, 착용 안이나 착용 후의 신체나 피부의 변화로부터), 판타지가 될 수밖에 없다. 광의로는 이성장의 바리에이션이라고도 할 수 있다. 또, 피부 내부에 촉수가 있는 경우는 '촉수피', 남성의 피부를 사용하는 경우는 '남피'로서 세세하게 분류하기도 한다.
- OD
여성끼리의 교환이나 빙의 등을 가리킨다.
- 정신 남성화
여성이 세뇌나 최면, 해리성 정체성 장애 등으로 자신을 남자라고 생각하는 상황. 빙의나 변신으로 보이는 돈을 돌려보내는 데 사용되는 경우가 많다.
《나는 마리 안에》, 《건방진 천사》 등이 해당된다.

## 같이 보기
- 성전환
- 트랜스포비아
- 성전환증
- 보쿠 소녀
- 여체화
- 모에화